# Murder Mystery
Murder Mystery (Criminales en el mar en España y Misterio a bordo en Hispanoamérica) es una película estadounidense de comedia y misterio de 2019, dirigida por Kyle Newacheck y escrita por James Vanderbilt. La película es protagonizada por Adam Sandler, Jennifer Aniston y Luke Evans. 
Se estrenó el 14 de junio de 2019 en la plataforma Netflix.

## Sinopsis
Un oficial de policía de la ciudad de Nueva York finalmente lleva a su esposa a un viaje europeo largamente prometido. Un encuentro casual en un vuelo con un hombre misterioso los invita a una reunión familiar íntima en el súper yate de un anciano multimillonario. Cuando el hombre rico es asesinado, se convierten en los principales sospechosos.

## Reparto
- Adam Sandler como Nick Spitz, un oficial de policía de la ciudad de Nueva York.
- Jennifer Aniston como Audrey Spitz, la esposa de Nick.
- Luke Evans como Charles Cavendish.
- Gemma Arterton como Grace Ballard.
- Adeel Akhtar como el Maharajah Vikram Govindan.
- Luis Gerardo Méndez como Juan Carlos Rivera.
- David Walliams como Tobias Quince.
- John Kani como el Coronel Ulenga.
- Shiori Kutsuna como Suzi Nakamura.
- Ólafur Darri Ólafsson como Sergei Radjenko.
- Erik Griffin como Jimmy.
- Dany Boon como el inspector Laurent Delacroix.
- Terence Stamp como Malcolm Quince.
- Sufe Bradshaw como Holly.
- Nicole Randall Johnson como Marisol.
- Hélène Cardona como Anunciadora Española.
- Simon Sinn como Capitán Wong.
- Jackie Sandler como azafata.
- Victor Turpin como Lorenzo.

## Producción
En junio de 2012, se informó que Charlize Theron había firmado para protagonizar Murder Mystery, una comedia de misterio dirigida por John Madden a partir de un guion de James Vanderbilt. Antes del anuncio, el proyecto se había establecido en Walt Disney Studios con Kevin McDonald seleccionado como director. En abril de 2013, se reveló que Colin Firth, Adam Sandler y Emily Blunt se habían unido al elenco, aunque los representantes de Firth y Blunt más tarde negaron que los dos estuvieran involucrados con la película. Sin embargo, más tarde ese año, en septiembre de 2013, se informó que tanto Theron como Madden habían abandonado el proyecto y que Anne Fletcher estaba ahora seleccionada como directora de la película para TWC-Dimension.
En marzo de 2018, se anunció que Sandler y Jennifer Aniston habían firmado para protagonizar, reuniéndolos después de Just Go with It. Kyle Newacheck dirigirá la película a partir del guion escrito por Vanderbilt y se estrenará en Netflix como parte del acuerdo de distribución de Sandler. En junio de 2018, Luke Evans, Gemma Arterton, David Walliams, Erik Griffin, John Kani, Shiori Kutsuna, Luis Gerardo Méndez, Adeel Akhtar, Ólafur Darri Ólafsson, Dany Boon y Terence Stamp se habían unido al elenco.
La fotografía principal de la película comenzó el 14 de junio de 2018 en Montreal. A finales de julio de 2018, el rodaje comenzó en Italia en diferentes lugares, entre ellos Santa Margherita Ligure, el Lago de Como y Milán.

## Estreno
Un tráiler fue lanzado el 26 de abril de 2019. La película fue estrenada el 14 de junio de 2019.

## Secuela
La secuela de la película, titulada "Murder Mystery 2" (Misterio a la vista en Hispanoamérica), se estrenó en Netflix el 31 de marzo de 2023.